# Ed van Eeden
Ed van Eeden (pseudoniem: Steven Klamm) (Nijmegen, 12 juni 1957) is een Nederlands schrijver, vertaler en journalist.

## Biografie
Ed van Eeden werd in Nijmegen geboren in 1957 en studeerde Nederlands, filosofie en algemene literatuurwetenschap. Van Eeden werkt sinds 1989 als freelance literair journalist, vertaler en publicist. Hij debuteerde als romanschrijver in 1999 met De Vogelspin. Vanaf 1999 publiceerde van Eeden onder het pseudoniem Steven Klamm ook een reeks griezelboeken voor de jeugd. In 2000 verscheen zijn eerste politieroman Dossier jeugdbende, tevens het eerste deel van de reeks DISTRICT NOORD. In 2001 verschenen deel 2 en 3, in 2002 deel 4.